# Mistrovství Evropy ve vodním pólu 2018

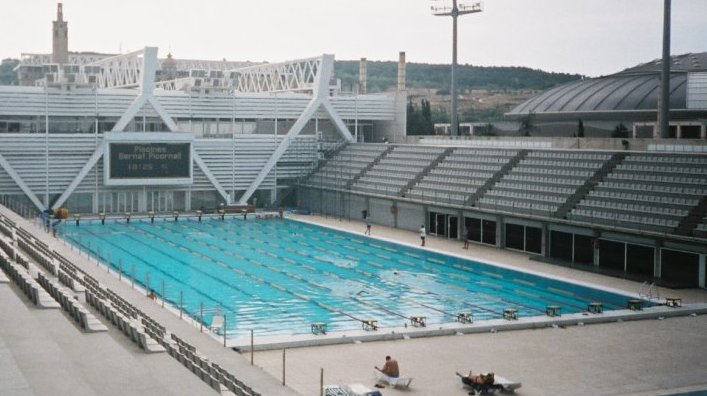
Bazén Bernata Picornella, Barcelona, v němž se plavaly některé z olimpijských závodů

Mistrovství Evropy ve vodním pólu za rok 2018 proběhlo v Barceloně, Španělsko ve dnech 16. až 28. července 2018.

## Česká stopa
Mužská a ženská reprezentace se na letošní mistrovství Evropy nekvalifikovala. 

## Medailisté
| Muži | Zlato | Stříbro | Bronz |
| ---- | --- | --- | --- |
| Tým  | Srbsko (SRB) (Gojko Pijetlović, Dušan Mandić, Viktor Rašović, Sava Ranđelović, Miloš Ćuk, Duško Pijetlović, Nemanja Vico, Milan Aleksić, Nikola Jakšić, Filip Filipović, Andrija Prlainović, Stefan Mitrović, Branislav Mitrović, ??? (n), ??? (n)))                                      | Španělsko (ESP) (Daniel López, Alberto Munárriz, Álvaro Granados, Miguel de Toro, Marc Minguell, Marc Larumbe, Sergi Cabañas, Fran Fernández, Roger Tahull, Felipe Perrone, Blai Mallarach, Alejandro Bustos, Eduardo Lorrio, ??? (n), ??? (n)))                                                                                               | Chorvatsko (CRO) (Marko Bijač, Marko Macan, Loren Fatović, Luka Lončar, Maro Joković, Ivan Buljubašić, Ante Vukičević, Andro Bušlje, Lovre Miloš, Josip Vrlić, Anđelo Šetka, Xavier García, Ivan Marcelić, ??? (n), ??? (n)))                     |
| Ženy | Zlato | Stříbro | Bronz |
| Tým  | Nizozemsko (NED) (Laura Aartsová, Maud Megensová, Dagmar Geneeová, Sabrina van der Slootová, Iris Wolvesová, Nomi Stomphorstová, Bente Roggeová, Vivian Sevenichová, Kitty Joustraová, Ilse Koolhaasová, Rozanne Voorveltová, Brigitte Sleekingová, Debby Willemszová, ??? (n), ??? (n))) | Řecko (GRE) (Chrysula Diamantopulosová, Christina Cukalasová, Vasiliki Diamantopulosová, Nikoleta Eleftheriadisová, Margarita Plevritisová, Alkisti Avramidisová, Alexandra Asimakisová, Joanna Chydiriotisová, Maria Patrasová, Elisavet Protopapasová, Eleftheria Plevritisová, Eleni Xenakisová, Joanna Stamatopulosová, ??? (n), ??? (n))) | Španělsko (ESP) (Laura Esterová, Marta Bachová, Anna Esparová, Bea Ortizová, Mati Ortizová, Helena Lloretová, Clara Esparová, Pili Peñaová, Judith Forcaová, Anna Gualová, Maica Garcíaová, Paula Leitónová, Elena Sánchezová, ??? (n), ??? (n))) |

pozn. Dva hráči ze sestav byli nehrajícími náhradníky tj. náhradníci na tribuně, nebo necestujující náhradníci připraveni na telefonu dorazit v případě zranění.